# Suha, Bistrica pri Pliberku
Suha (nemško Hinterlibitsch) je naselje v Občini Bistrica pri Pliberku v Okraju Velikovec na Koroškem v Avstriji.